# Skräckväldet

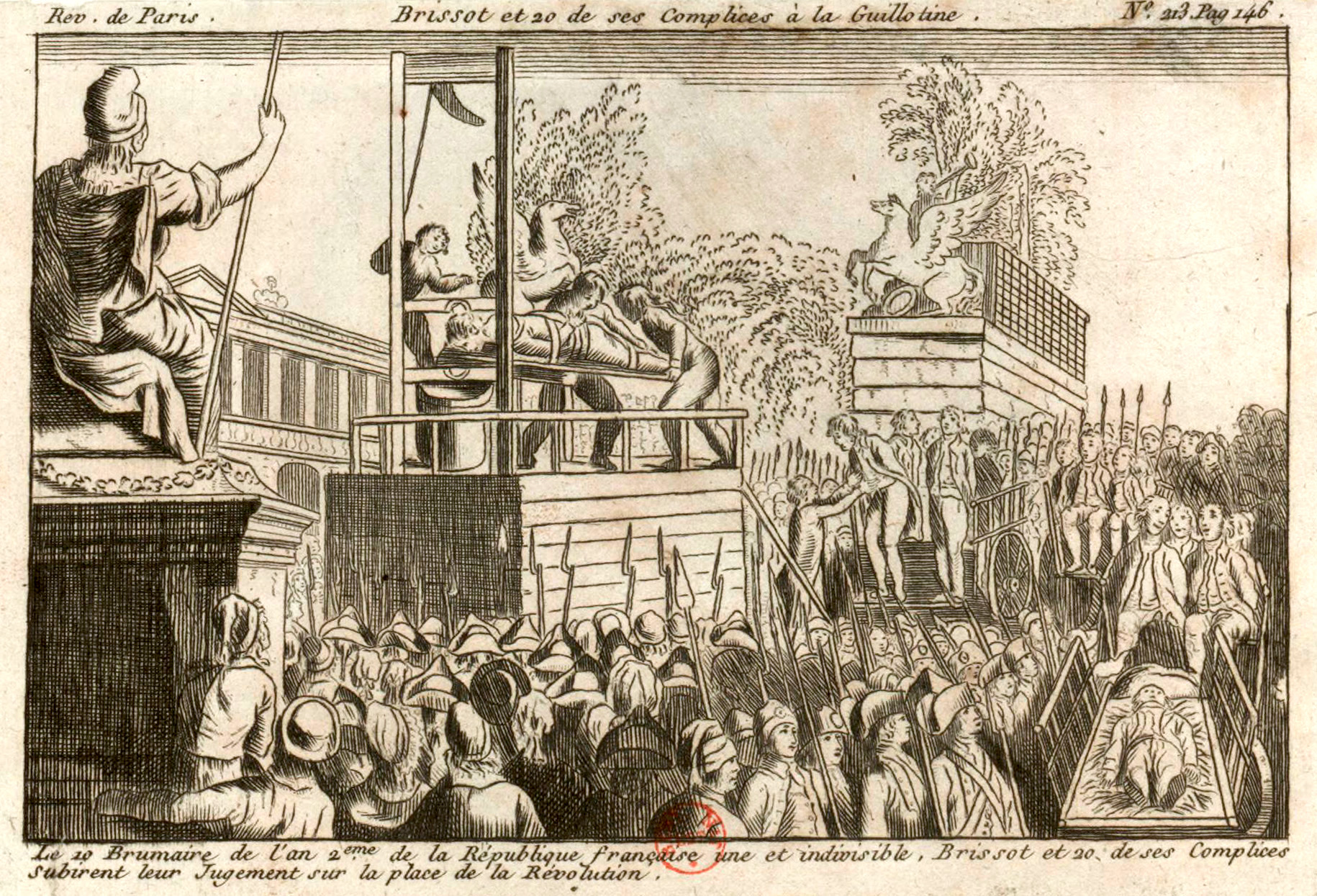
Girondisternas avrättning.

Skräckväldet (franska: la Terreur) avser en period under franska revolutionen efter att Första franska republiken inrättats, då massakrer och offentliga avrättningar genomfördes i stor skala. Skräckväldet uppstod genom tidens uppeldade revolutionära tankar, antiklerikalism och godtyckliga anklagelser om förräderi av "kommittén för allmän säkerhet".
Många historiker anser att Skräckväldet inleddes 1793, med start antingen den 5 september, i juni eller i mars (vid inrättandet av revolutionstribunalen), medan andra anser att det inleddes i september 1792 (septembermorden), eller så tidigt som i juli 1789 (när de första avrättningarna under revolutionen ägde rum). Begreppet "Skräckväldet" för att beskriva perioden myntades under thermidorkrisen av de politiker som tog makten efter att Maximilien de Robespierre störtats i juli 1794, för att svärta ned Robespierres rykte och rättfärdiga deras ageranden. Det råder konsensus bland historiker att perioden fortsatte efter Robespierres fall, då avrättningarna fortsatte. Mellan juni 1793 och slutet av juli 1794 utfärdades 16 594 officiella dödsstraff i Frankrike, varav 2 639 i Paris. Den 17 september 1793 infördes lagen om de misstänkta, som befallde arresteringen av alla misstänkta för kontrarevolutionär aktivitet. 
Under perioden infördes en ny tideräkning och kristendomen avskaffades som statsreligion.
Friedrich Engels skrev i ett brev till Karl Marx den 4 september 1870:
Terror består i huvudsak av meningslösa grymheter som skrämda människor begår för att dämpa sin fruktan. Jag är övertygad om att skulden för skräckväldet 1793 helt och hållet låg hos den överdrivet nervöse borgaren som ville verka patriotisk, hos den lägre medelklassen som gjorde i byxorna av fruktan och hos pöbeln som visste att dra fördel av terrorn.